# HMCS Fergus (1944)
HMCS Fergus (англ. ЕВКК «Фергус») — канадский корвет типа «Флауэр», участвовавший во Второй мировой войне. Последний корвет, спущенный на воду Королевским флотом Канады. Спущен на воду в 1944 году, занимался преимущественно охраной конвоев. В 1945 году был продан частной фирме и переоборудован под торговое судно. Разбился и затонул в 1949 году.